# حقوق الإنسان في بنغلاديش
يشير الفصل الثالث من دستور دولة بنغلاديش إلى حقوق الإنسان بوصفها حقوقاً أساسية، لكن وفقًا للخبراء الدستوريين والقانونيين، ما زالت الدولة في أمس الحاجة إلى إصلاحات قانونية كثيرة، والهدف منها إنفاذ حقوق الإنسان الأساسية وتجسيد القيم الديمقراطية للقرن الواحد والعشرين؛ وتشمل تمكين السيادة البرلمانية وتعزيز استقلالية القضاء وفصل السلطات، ناهيك عن إلغاء القوانين التي تقيد حرية الصحافة وحلّ الأجهزة الأمنية التي تنتهك الحريات المدنية.
يمثل الإسلام الديانة الرسمية في بنغلاديش، ويشير الدستور أيضًا إلى الهندوسية والمسيحية والبوذية، إلا أن نظام الدولة السياسي صيغ على الديمقراطية العلمانية. إذ تحترم الحكومات عمومًا حرية الاعتقاد، وشكل ذلك حجر أساس في تكوين بنغلاديش. مع ذلك، لم تُبدِ الشرطة استجابة سريعة إزاء الاعتداءات ضد الأقليات ونشطاء المعارضة ومؤيديها، لكنها قمعت بوحشية أي احتجاجات شرعية ضد الحكومة. ووفقًا لمنظمة هيومن رايتس ووتش، اختفى خمسمئة شخص تقريبًا خلال الأعوام العشرة الأخيرة في بنغلاديش. وما تزال تشيتاجونج هيل تراكتس منطقة عسكرية بسبب العصيان التاريخي في جنوب شرق بنغلاديش، أضف على ذلك أن بعض شعوب القبائل ما زالت تطالب باعتراف دستوري.
أشار ميزان الرحمن أزهري -رئيس اللجنة الوطنية لحقوق الإنسان في عام 2015- إلى أن 70% من انتهاكات حقوق الإنسان نُسبت إلى أجهزة إنفاذ القانون، إذ تستخدم القوات الأمنية في بنغلاديش وسائل التعذيب والاختفاء القسري على نطاق واسع. وعلى مدار الأعوام الماضية، قمعت الحكومة حرية الخطاب ووسائل الإعلام عبر القوانين المنظمة للصحف وقنوات التلفاز والإنترنت. ويفتقر النواب المنتخبون في البرلمان إلى حريات التصويت. وتزعم الأحزاب المعارضة بأن الانتخابات الحرة والعادلة غير ممكنة في ظل الحكومة الحالية، لذلك يسود قلق من مستقبل الانتخابات بين أوساط المواطنين، ناهيك عن مزاعم تشير إلى تزوير الأصوات في انتخابات الحكومة المحلية عام 2015.
ما زالت عقوبة الإعدام مشروعة في بنغلاديش. ومن جهة أخرى، تأثرت حقوق العمال بحظر على النقابات العمالية في مناطق اقتصادية خاصة، وغالبًا ما استقبلت الحكومة قادة النقابات العمالية بالاضطهاد.

## المادة 6: المواطنة
جاء في المادة السادسة من الدستور «يجب أن يُعرف شعب بنغلاديش باعتباره أمّة بنغالية» وتمثل هذه المادة تمييزًا ضد الفئات السكانية من الدولة من غير البنغال، وأبرزها شعوب الشاكماش والبيهاري والغارويون والسنتال والمارما والمانيبوريون والتريبوريون والبوام والروهنيغيا. وتطرق السياسي الشاكماشي مانابندرا نارايان لارما لهذه القضية خلال أعمال الجمعية التأسيسية لبنغلاديش في عام 1972، فصرّح لامار «في ظل أي تعريف أو منطق، لا يمكن لأي شاكماشي أن يكون بنغاليًا أو لبنغالي أن يكون شاكماشيًا... باعتبارنا مواطنين في بنغلاديش، جميعنا بنغلاديشيون، لكن لنا أيضًا هوية عرقية منفصلة، والتي لا يريد قادة حلف العوامي تفهمها للأسف» وعلى خلفية هذه المادة، يشتكي عدد كبير من شعب البيهاري من التمييز.
وتسهب المادة 23 أ في وصف الأقليات بأنها «القبائل والأعراق الثانوية».

### الاستهلال والمادة 10: الاشتراكية
يختلف كل من الإعلان الدستوري للجمهورية الشعبية والاشتراكية في مقدمتها والمادة العاشرة مع اقتصاد السوق الحر في بنغلاديش والطبقة التجارية وقطاع الشركات المتنوعة وأصحاب الأملاك الخاصة. وجدير بالذكر أن الأحزاب السياسية الموالية للسوق فازت بستة انتخابات عامة، بينما فازت أحزاب جناح اليسار بأربعة انتخابات.
تحتل بنغلاديش المركز 128 ضمن 178 دولة في مؤشر الحرية الاقتصادية.

## المادة 11: الديمقراطية وحقوق الإنسان
تنص المادة 11 من دستور بنغلاديش «ينبغي أن تكون الجمهورية ديمقراطية، وينبغي أن تُضمن فيها حقوق الإنسان والحريات، فضلًا عن احترام كرامة الإنسان وقيمته» وفي العام 2013، سنت الحكومة قانونًا مناهضًا للتعذيب تحت اسم قانون حظر التعذيب والموت أثناء الحجز. وعلى النقيض من ذلك، تستخدم الأجهزة الأمنية التعذيب بشكل كبير في بنغلاديش، منها الشرطة والجماعات شبه العسكرية والعسكرية. وفي العام 2017، طالبت الشرطة رئيس الوزراء بإلغاء قانون مناهضة التعذيب. 

## المادة 32: الحق في الحياة والحرية الشخصية
تنص المادة 32 من دستور بنغلاديش «لا يجوز حرمان أي شخص من حقه بالحياة أو حريته الشخصية وفقًا للقانون» لكن في الحقيقة، تنفرد الدولة بنسبة كبيرة من حالات القتل الخارجة عن سياق المحكمة سنويًا، بالإضافة إلى الكثير من الاختفاءات القسرية. وعلى إثر ذلك، اتُهمت قوات التدخل السريع بأنها المرتكب الرئيسي لانتهاكات لحقوق الإنسان، يتبعها شرطة بنغلاديش والمديرية العامة للاستخبارات المركزية وجيش بنغلاديش. 

## المادة 34: حظر العمالة القسرية
يُحظر العمل القسري بموجب المادة 34، غير أن بنغلاديش تواجه تحديات كبيرة تتعلق بالاتجار بالبشر والعبودية الحديثة.

## المادة 37: حرية التجمع
على الرغم من أن الدستور البنغلاديشي يضمن حرية التجمع العام في بنغلاديش، تفرض الحكومة قيودًا على المعارضين السياسيين غالبًا خلال الاجتماعات والتجمعات العامة.
في 3 يناير 2019، دعت منظمة هيومن رايتس ووتش لإجراء تحقيق حول هجوم على أعضاء من أحزاب معارضة أثناء وقبل انتخابات بنغلاديش.

## المادة 38: حرية التنظيم
بالرغم من دعوة المادة 38 لحرية التنظيم، غالبًا ما واجه قادة النقابات العمالية في صناعة الأنسجة اعتقالات تعسفية وقضايا بدوافع سياسية. وحظر تشكيل نقابة عمالية في مناطق التجارة الحرة، لكن الحكومة تعهدت بإزالة الحظر.

## المادة 39: حرية الفكر والإرادة والتعبير
تضمن المادة 39 من دستور الدولة حرية التعبير، فخلال تسعينيات القرن العشرين والعقد الأول ونصف العقد التالي من القرن الحادي والعشرين، تمتعت وسائل الإعلام في بنغلاديش بحرية أكبر من أي وقت مضى. لكن منذ انتخابات عام 2014 التي فاز بها تحالف العوامي في انتخابات مُقاطعة، تراجعت حرية الصحافة بشكل درامي. فاستهدف الحزب الحاكم أبرز صحيفتين في البلاد: ذا ديلي ستار وبروثوم ألو بالعديد من القضايا، وحث الشركات على وقف الإعلان في كلتا الصحيفتين. واحتُجز كذلك الصحفيان المؤيدان للمعارضة محمود الرحمن وشفيق ريحمان لفترات مطولة، أيضًا واجه محرر صحيفة ذا نيو إيج نور الكبير تهديدات على حياته الشخصية، وواجه محرر صحيفة ذا ديلي ستار محفوظ أنام 83 قضية منذ عام 2016. وصنفت منظمة مراسلون بلا حدود بنغلاديش في المرتبة 146 من ضمن 180 دولة في مؤشر حرية الصحافة.
وفقًا لمنظمة العفو الدولية، تعرضت وسائط الصحافة المستقلة والصحفيون لضغط شديد من الحكومة، وواجه بعض الصحفيين تهمًا جنائية تعسفية، لنشرهم غالبًا انتقادات لرئيسة الوزراء شيخة حسينة أو عائلتها أو حكومة حلف عوامي. وأبلغ الصحفيون عن تهديدات المسؤولين الحكوميين والأجهزة الأمنية المتزايدة. لكن ما فتئت الحكومة توظف جملة من القوانين الرادعة لتقييد حرية التعبير على نطاق واسع. ونشرت منظمة أوديكار لحقوق الإنسان عن الاعتقالات المتزايدة بموجب القانون، والتي استُهدف فيها الصحفيون والنشطاء وغيرهم. علاوةً على ذلك، احتُجز ديليب روي، وهو طالب وناشط لانتقاده رئيس الوزراء على فيسبوك، ثم أُطلق سراحه بكفالة لاحقًا. صادق البرلمان على قانون تنظيم التبرعات الأجنبية -الأعمال التطوعية- الأمر الذي عزز سيطرة الحكومة على أعمال المنظمات غير الحكومية وهددها بإلغاء تسجيلها لوضعها ملاحظات «مزدرِية» أو «معادية» للدستور والبنية الدستورية. واقتُرحت بعض المذكرات التي هددت حرية التعبير في البرلمان، شملت قانون الأمن الرقمي وقانون إنكار جرائم حرب الاستقلال.
أظهرت الحكومة تباطؤًا واضحًا في تناول ملف التحقيق حول الهجمات على العلمانيين في بنغلاديش.

## المادة 70: أصوات حرة في البرلمان
اعتُبرت المادة 70 من دستور بنغلاديش إحدى أبرز عقبات الديمقراطية في بنغلاديش. إذ تقيد المادة حرية الأصوات في البرلمان، ما يعني أن النواب لا يتمتعون بحرية التصويت. ووفقًا لهذه المادة، يفقد النواب مقاعدهم في حال التصويت ضد أحزابهم. وجادل النقاد وطء المادة على حرية التعبير في البرلمان نفسه، ونتيجة لذلك، أُطلق لقب الختم المطاطي والبطة العرجاء على البرلمان